# Будущий фильм Дж. Дж. Абрамса
Работа над новым фантастическим фильмом Дж. Дж. Абрамса началась в 2024 году. Автором сценария стал сам Абрамс. Главные роли в картине исполнили Глен Пауэлл, Дженна Ортега, Эмма Маки и Сэмюэл Л. Джексон.

## Сюжет
Подробности сюжета держатся в тайне, но известно, что в фильме речь пойдёт о супругах, противостоящих сверхъестественной сущности.

## В ролях
- Глен Пауэлл
- Дженна Ортега
- Эмма Маки
- Сэмюэл Л. Джексон

## Производство
В мае 2024 года стало известно, что Дж. Дж. Абрамс работает над своим следующим полнометражным фильмом, в котором Глен Пауэлл получил главную роль. В августе Дженна Ортега присоединилась к актёрскому составу в нераскрытой роли, а Пауэлл был утвержден на главную роль. В ноябре Эмма Макки присоединилась к составу, а Сэмюэл Л. Джексон начал переговоры. В апреле 2025 года Джексон получил роль в фильме. Джеймс Френд выступает в качестве оператора. Фильм получил рабочее название Acorns.
Основные съёмки начались 25 апреля 2025 года в Лондоне.